# Intime Danger
Intime Danger (Don't Cry Now) est un téléfilm canadien réalisé par Jason Priestley, diffusé aux États-Unis le 22 juillet 2007 sur Lifetime.

## Synopsis
Bonnie ne s'est pas précipitée lorsque Joan, l'ex de son mari Ross, lui a téléphoné pour l'avertir qu'elle et sa fille, Amanda, étaient en danger, mais lorsqu'elle arrive enfin, elle trouve Joan poignardée à mort. Bonnie et Ross doivent maintenant accueillir les enfants de Joan - Sam, qui se sent amèrement abandonné par Ross, et sa sœur désinvolte. Pendant ce temps, Bonnie et le capitaine de police Kessler se demandent qui a assassiné Joan, pourquoi et quel rôle Nick, le frère de Bonnie, a dû jouer. Nick a récemment été libéré de prison et est retourné vivre avec son père.

## Fiche technique
- Titre original : Don't Cry Now
- Titre français : Intime Danger
- Réalisation : Jason Priestley
- Scénario : Dave Schultz, basé sur un roman de Joy Fielding
- Société de production : Nomadic Pictures
- Pays d'origine : Canada
- Langue originale : anglais
- Durée : 90 minutes

## Distribution
- Jason Priestley (VF : Luq Hamet) : Nick
- Leslie Hope (VF : Véronique Augereau) : Bonnie
- Cameron Bancroft (VF : Arnaud Arbessier) : Ross
- Brooklynn Proulx : Amanda
- Hannes Jaenicke : le capitaine Kessler
- Julia Maxwell : Lauren
- Landon Liboiron (VF : Yoann Sover) : Sam
- Shannon Micol : Maria
- Chantal Perron (VF : Caroline Bourg) : Diana
- Terry David Mulligan : Josh
- Jann Arden : Joan
- Jim Byrnes (VF : Michel Paulin) : Steve
- Samantha Kaine (VF : Hélène Chanson) : Dr Miller
- Larry Austin : le ministre

Source et légende : version française (VF) sur Doublagissimo